# TVCI
TVCi anteriomente RCi, é uma emissora de televisão brasileira localizada em Paranaguá, cidade do estado do Paraná. Foi inaugurada em 22 de outubro de 2007, sendo a primeira estação geradora de TV do litoral paranaense.

## História

### 2007-2008: TV Serra do Mar

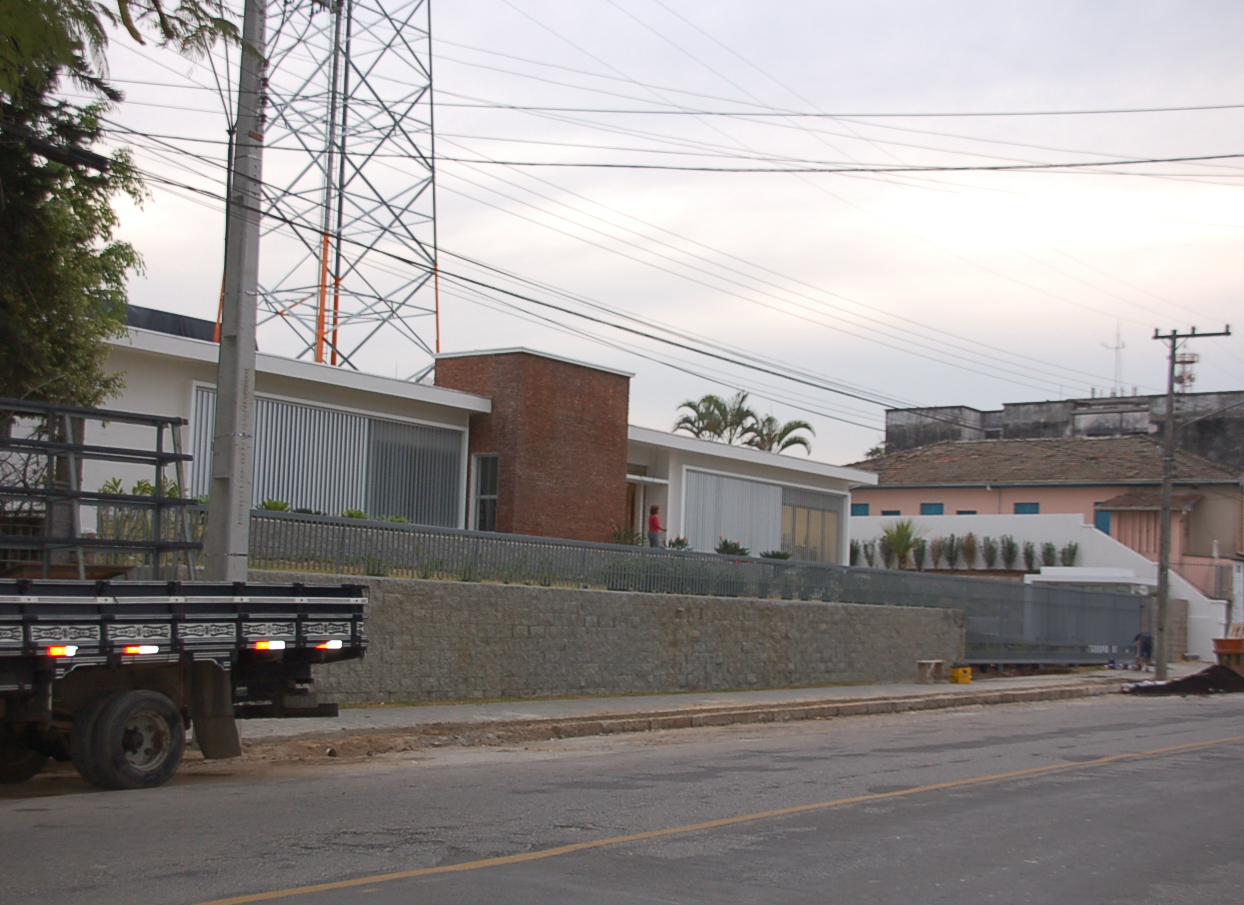
Sede da emissora em Paranaguá, em 2008

A emissora, consistia, inicialmente, em um projeto da criação de uma geradora a partir de Paranaguá, que abrangeria todo o estado do Paraná. A cidade foi escolhida porque existia uma concessão (canal 7) disponível e que ainda não havia sido implantada pelos detentores originais.
A oportunidade de aquisição das emissoras do SBT no Paraná (na época, de propriedade do empresário Paulo Pimentel) fez com que o Grupo Massa desse mais atenção à formação da Rede Massa do que à programação e ampliação da TVSM. Nesta época, a TV Gazeta de São Paulo foi cotada como possível canal a ser retransmitido.
A grade de programação da emissora foi ocupada, por cerca de um ano, por um programa de variedades, o Voz do Litoral (que estreou em 3 de março de 2008), apresentado pelo radialista Tony Lagos de 12h00 até 13h00, de segunda à sexta (este horário foi modificado outras vezes), e também por um telejornal diário, o extinto Jornal Serra do Mar (também chamado de JSM), que foi exibido às 19h30 - com duração de meia hora, também de segunda à sexta - , ancorado desde a inauguração por Sandro Martins e posteriormente por Patrícia Vidal a partir de 4 de agosto de 2008. O restante da programação era ocupado pelo canal Shop Tour Motors de Curitiba.
Em 10 de agosto de 2008, a emissora realizou o primeiro debate com os candidatos à prefeitura de Paranaguá, que durou mais de três horas. Cumprindo a lei eleitoral, também passa a exibir o horário político. Causou polêmica ao não realizar o segundo debate, que fora prometido ao término do primeiro mas não foi autorizado pela direção da emissora. No dia 5 de outubro fez a cobertura das eleições em uma programação ao vivo.
No início de novembro de 2008, a Anatel, baseando-se na lei nº 4.117, de 27 de agosto de 1962, proíbe a veiculação de mais de seis horas diárias de programação televisiva voltada à publicidade comercial, e neste caso, a TV Serra do Mar deixa de retransmitir a programação do Shop Tour Motors. O mesmo aconteceu com a Rede Mercosul, de Curitiba, que exibia anúncios da TV+. Esta programação foi substituída pela exibição de videoclipes, com o nome de Serra do Mar Hits. O JSM já havia ganho um novo cenário e abertura, mas após um ano de exibição, foi extinto e teve a sua última edição veiculada em 4 de novembro de 2008, devido à retransmissão da Rede Massa. Como consequência disto, praticamente toda a equipe do JSM foi dispensada e o Voz do Litoral ganhou uma abordagem mais jornalística, além do cenário do antigo telejornal. Até 2011, quando a emissora passou a se chamar TVCi, o Voz do Litoral prosseguiu como sendo o único programa gerado pelo canal 7 em Paranaguá.

### 2008-2011: TV Sul Brasil
Em 30 de novembro de 2008, após um ano da sua inauguração, começou a retransmitir a Rede Massa utilizando o sinal da TV Iguaçu (exceto quando havia inserção local de comerciais e a exibição do Voz do Litoral, de 12:00h até 13:00h) mas não figurava no site oficial como uma das geradoras da Rede. O canal 45 UHF, permanecia retransmitindo a TV Iguaçu em Paranaguá, o que fez com que quase a mesma programação fosse transmitida em dois canais durante quase três anos. A partir desta data, a emissora passa a se chamar TV Sul Brasil, apesar do Grupo Massa ainda ter continuado a usar a antiga nomenclatura em comunicados oficiais.
Em 14 de fevereiro de 2010, domingo de Carnaval, A emissora transmitiu os desfiles das Escolas de samba do grupo especial de Paranaguá, pela primeira vez na história da cidade. Foi também a primeira transmissão ao vivo feita fora das instalações, com o auxílio técnico (equipamentos e infra estrutura) da empresa Playrec, de São Paulo. O mesmo evento repetiu-se em 2011 e 2012.

### 2011-2015: TVCi
Em 25 de novembro de 2011, a emissora passa a se chamar TVCi, e começa a retransmitir o Esporte Interativo. Também instalou retransmissoras em Matinhos e Guaratuba, além de gerar programação produzida em Curitiba, Florianópolis e Porto Alegre para estas respectivas cidades além de outras cidades que vieram sendo cobertas em seguida. O antigo Voz do Litoral foi reformulado, passando a se chamar Programa Voz, e ganhou uma ligeira mudança na linha editorial, além de novos cenários. Em julho de 2012, a emissora alugou 18 horas diárias da sua programação para a Igreja Mundial do Poder de Deus, em sua primeira passagem pela rede. Entre o final de 2014 e o fim do primeiro semestre de 2015, passa a operar em diversas retransmissoras que transmitiam a Boas Novas em capitais das regiões Norte e Nordeste.
Em 4 de junho de 2015, a emissora deixa de veicular os programas da Igreja Mundial, e passa a preencher os horários da antiga programação com o programa Playlist, composto de clipes musicais, bem como seus demais programas, formando uma programação totalmente independente. Em 6 de julho de 2015, a emissora estreia seu jornal ao vivo no horário nobre da programação, o Jornal TVCi, e no dia 10 de julho de 2015, o Programa Voz, que estava sendo exibido na faixa noturna, deixa de ser transmitido.
Documentos vazados pelo WikiLeaks em 18 de junho de 2015, revelam que a Sony Pictures Entertainment estudou em julho de 2013 a aquisição de 30% da rede TVCi, transformando-a em um canal aberto de filmes com abrangência nacional.

### 2015-2019: RCI e parceria com canais religiosos
No dia 1 de setembro de 2015, a emissora faz uma parceria com o Pe. Reginaldo Manzotti, passando a retransmitir a TV Evangelizar em suas emissoras de rede. A partir da data, seus programas próprios passam a ser exibidos somente para Paranaguá e região. O canal também muda sua identidade visual e passa a adotar, por um curto período, a sigla RCI.
No dia 1 de julho de 2016, a TVCi deixa de retransmitir a TV Evangelizar e passa a exibir a programação da Rede Século 21. A rede de canais também volta a ser nomeada, desta vez por definitivo, Rede de Comunicação Interativa (RCI).
A RCI passou a ser incluída pela Anatel na lista de canais obrigatórios nos line-ups de operadoras de televisão por assinatura de DTH em 21 de setembro de 2016. A emissora foi incluída na lista, ao lado da TV Cultura, porque passou a atender os requisitos pedidos pela agência reguladora para que tenha tal obrigatoriedade de carregamento de sinal nesse tipo de operadora.
No dia 17 de março de 2017 o Padre Eduardo Dougherty, SJ, fundador da Associação do Senhor Jesus e idealizador da Rede Século 21, anunciou durante a programação, que se fez necessária a interrupção da parceria com a RCI. Eduardo Dougherty explicou que a parceria gerou um grande crescimento, porém com um custo muito alto e não foi possível cobrir os valores mensais do contrato. A transmissão da Rede Século 21 na RCI foi encerrada em 19 de março de 2017. No mesmo dia, foi substituída pela Rede Mundial, esta tendo sua segunda passagem pela RCI. No dia  1 de fevereiro de 2019, deixa novamente a Rede Mundial e passa a preencher os horários da antiga programação, outra vez, com o programa Playlist, composto de clipes musicais.

### 2019-2025: TV Pai Eterno
Na noite de 13 de fevereiro de 2019, a programação de vídeos musicais da RCI é substituída por uma programação de expectativa para a futura TV Pai Eterno, emissora da Rede Pai Eterno de Comunicação ligada à Associação Filhos do Pai Eterno (AFIPE). Após dias com uma imagem congelada e música, a programação provisória foi colocada no ar às 6h da manhã de 15 de fevereiro de 2019. A programação provisória era composta por programas gravados e reprises das novenas. Ao longo do mês de março, começaram a ser colocadas no ar as primeiras atrações. Em 6 de março, a TV Pai Eterno fez sua primeira transmissão ao vivo, com a abertura da Campanha da Fraternidade 2019, promovida pela Conferência Nacional dos Bispos Católicos do Brasil (CNBB). No mesmo dia, passa a transmitir as missas realizadas direto da basílica de Trindade. Em abril, a TV Pai Eterno estreou dois novos programas: o Programa Pai Eterno (que já era exibido na Rede Vida desde 2013) e o Jornal Boa Notícia (JBN), cuja segunda edição substituiu o RCI Notícias (único programa de rede que era exibido pela RCI). Posteriormente, foi confirmada a inauguração oficial da TV Pai Eterno para o dia 15 de maio, em missa solene.

### 2025: Volta da TVCI
Em 2 de maio de 2025, a emissora anunciou que voltaria a ser uma emissora independente, deixando de servir como cabeça de rede da TV Pai Eterno, tendo sinal em Paranaguá (cidade sede da emissora), Ponta Grossa e Curitiba, sendo prometida 12 horas de programação própria. Mesmo possuindo retransmissoras espalhadas pelo Brasil, elas não poderiam ser usadas para transmitir o sinal da emissora, pois foram cedidas para a Associação Filhos do Pai Eterno (AFIPE) em 2019. A nova programação é composta por vídeoclipes, desenhos animados, telejornais, incluindo a volta de programas tradicionais como o A Voz do Litoral, podcasts e programas de televendas. No dia 5, a nova programação estreou oficialmente com o programa PlayList.